# Försvarsmaktens tekniska skola
Försvarsmaktens tekniska skola (FMTS) är en försvarsmaktsgemensam teknisk fack- och funktionsskola inom svenska försvarsmakten som verkat sedan 2005. Förbandsledningen är förlagd i Halmstads garnison i Halmstad.

## Historik
Inför försvarsbeslutet 2000 föreslog regeringen för riksdagen en kraftig reducering av arméförband. Vilket bland annat innebar att av de tretton brigadförband inom armén, skulle endast sex arméförband kvarstå för utbildning av armébrigadledningar och mekaniserade bataljoner. Vidare ansågs att de skulle vara relativt jämnt geografiskt fördelade över landet. I mellersta Norrland föreslog regeringen i sin proposition att Fältjägarbrigaden (NB 5) skulle kvarstå till förmån framför Ångermanlandsbrigaden (NB 21). Sollefteå garnison ansågs ha goda infrastrukturella betingelserna liksom övningsbetingelserna som inom Östersunds garnison. Dock ansåg regeringen att förutsättningarna för en fortsatt utveckling av garnisonen i Östersund var bättre än Sollefteå. Till Östersunds fördel vägde de övriga förband som låg inom garnisonen, Jämtlands flygflottilj (F 4), Arméns tekniska skola (ATS) och Motorskolan (MotorS). Att omlokalisera Arméns tekniska skola till annan ort, bedömdes av regeringen att det inte var ekonomiskt försvarbart. De två skolorna ansågs kunna personal- och kompetensförsörjas med hjälp av att Fältjägarbrigaden kvarstod, samt att Norrlands trängbataljon skulle förläggas till Östersund.
Inför försvarsbeslutet 2004 ansåg regeringen att Försvarsmaktens utbildningssystem var både orationellt och kostnadsdrivande, då utbildning i teknisk tjänst genomfördes vid Försvarsmaktens Halmstadsskolor (FMHS) i Halmstad, Arméns tekniska skola (ATS) i Östersund och vid Örlogsskolorna (ÖS) i Karlskrona och Haninge/Berga. Dessutom utbildade Försvarsmakten totalförsvarspliktiga i teknisk tjänst vid utbildningsplattformarna, liksom vid Upplands regemente (S 1) och Flygvapnets Uppsalaskolor (F 20). I dess ställe ansåg regeringen att all teknisk utbildning skulle samlas till en ny skola, Försvarsmaktens tekniska skola (FMTS), lokaliserad till Halmstads garnison. Gällande Motorskolan, kom den att lokaliseras till Skövde garnison, för att där inordnas inom Göta trängregemente (T 2).
I sin proposition pekade regeringen på vikten av att så långt möjligt skapa bärkraftiga garnisoner. Något som regeringen underströk vid försvarsbeslutet 2000. Att då förlägga FMTS till Halmstad skulle förstärka regeringens inriktning om att skapa bättre förutsättningar för Luftvärnsregementet (Lv 6), som hade sämre förutsättningar än Roslagens luftvärnskår (Lv 3). Regeringen ansåg att Arméns tekniska skola likhet med Jämtlands fältjägarregemente (I 5), Jämtlands flygflottilj (F 4), Militärhögskolan Östersund (MHS Ö) i Östersund garnison, kunde övergå till en avvecklingsorganisation den 31 december 2004, och upplösas och avvecklas senast 30 juni 2006. I Halmstad avvecklades och upplöstes Försvarsmaktens Halmstadsskolor (FMHS) den 31 december 2004. I dess ställe bildades den 1 januari 2005 Försvarsmaktens tekniska skola (FMTS). Försvarsmaktens tekniska skola bildades genom att skolan övertog den tekniska utbildningen som tidigare hade förts vid Arméns tekniska skola (ATS), Försvarsmaktens Halmstadsskolor (FMHS) och Marinens tekniska skola vid Örlogsskolorna (ÖS). Försvarsmaktens tekniska skola (FMTS) skulle enligt försvarsbeslutet vara helt inrättad senast den 31 december 2009.
Den 24 juni 2010 blev Försvarsmaktens tekniska skola det sista förbandet som genomförde sin utryckningsceremoni, genom att 59 värnpliktiga soldaterna ur 1. tekniska bataljonen muckade, inför att värnplikten blev vilande i Sverige. Den 12 juni 2018 blev Arméns jägarbataljon först att ta emot sina 140 kvinnor och män, som påbörjade en elva månader lång grundutbildning. Arméns jägarbataljon blev därmed först ut att ta emot värnpliktiga efter att värnpliktsutbildningen återaktiverats. Totalt var det 3000 män och kvinnor som fram till september 2018 som ryckte in på förbanden runt om i landet i och med att värnpliktsutbildningen återaktiverade, efter att varit vilande sedan Försvarsmaktens tekniska skola som sista förband 2010 genomförde sin utryckningsceremoni.

## Verksamhet
Försvarsmaktens tekniska skola (FMTS) består av en stabsenhet, en utbildningsenhet, och en enhet för funktionsutveckling, samt ansvarar för att upprätthålla och utveckla insatsförsvarets tekniska bataljon. Skolan utbildar teknisk personal i Boden, Eksjö, Halmstad, Kungsängen, Revingehed, Skövde till Försvarsmaktens olika tekniska system.

## Ingående enheter
Med tanke på den omorganisation som Försvarsmakten ställdes inför gällande att inrätta Försvarsmaktens tekniska skola, skulle den vara fullt organiserad i Halmstad senast den 31 december 2009. Vilket medförde att den gamla skolorganisationen vid Försvarsmaktens Halmstadsskolor (FMHS) fortlevde vid Försvarsmaktens tekniska skola (FMTS) under större delen av 2005. Från att skolan bildades har skolan tillförts all teknisk utbildning inom Försvarsmakten. Vilket omfattar även den tekniska utbildning som sker vid andra förband, skolor eller centrum.

### 1.operativa logistikbataljonen
1. operativa logistikbataljonen (1. Oplogbat) är ett krigsförband som bildades den 1 januari 2020. Bataljonen bildades av transportenheter ur Trängregementets tidigare logistikbataljoner samt med tekniskt kompani från den upplösta 1. tekniska bataljonen. Bataljonens uppgift är att stödja andra förband med logistik, främst inom transporttjänst och förnödenhetesförsörjning, samt med tekniskt stöd, reparationer och underhåll av Försvarsmaktens markbundna materiel.

### Besiktningsenheten
Besiktningsenheten (BesE) bildades den 1 januari 2014 som en enhet inom FSV (Förråd, Service och Verkstäder) ingående i Försvarets materielverk (FMV). Besiktningsenheten finns vid Försvarsmaktens förband i Mälardalen, Norrland, Linköping, Skövde, Skaraborg, Halmstad och Skåne. Huvuddelen av enhetens personal är militära besiktningsmän och har som huvuduppgift att utöva trafikvärdighetskontroller och statusbedömningar av Försvarsmaktens fordon. Den 1 januari 2019 överfördes besiktningsenheten organisatoriskt till Försvarsmaktens tekniska skola.

### Flygtrafiktjänstskolan
Flygtrafiktjänstskolan (FFL) bildades år 1965 vid dåvarande Roslagens flygkår (F 2), och svarade för utbildning av reservofficerare i flygtrafiktjänst, grundutbildning av värnpliktiga trafikledarbiträden samt specialutbildning av flygtrafikledningspersonal till krisorganisationen. Efter en utredning som gjordes av Försvarets fredsorganisationsutredning (FFU), presenterades 1971 en rad förändringar inom Flygvapnets fredsorganisations. FFU föreslog att samtliga flygkårer skulle avvecklas, inklusive en jaktflottilj, det vill säga Roslagens flygkår (F 2) i Hägernäs, Svea flygkår (F 8) i Barkarby, Hallands flygkår (F 14) och Södertörns flygflottilj (F 18) vilka skulle avvecklas under 1972. Istället skulle två markskoleförband bildas för utbildning i marktjänst, Flygvapnets Halmstadsskolor (F 14) och Flygvapnets Södertörnsskolor. Därmed kom Flygtrafiktjänstskolan vid Roslagens flygkår år 1973 att överföras till Krigsflygskolan. Skolan lokaliserades till Herrevadskloster strax utanför Ljungbyhed. Den 13 december 1996 antog riksdagen regeringens proposition 1996/97:4, vilken var etapp 2 i försvarsbeslutet 1996, där det beslutades att Krigsflygskolan i Ljungbyhed skulle avvecklas senast den 30 juni 1998. Genom att Krigsflygskolan skulle avvecklas överfördes Flygtrafiktjänstskolan till Försvarsmaktens Halmstadsskolor (FMHS), och blev där en fackskola för utbildning i flygtrafiktjänst. I samband med att Försvarsmaktens Halmstadsskolor avvecklades 2004 överfördes skolan till Försvarsmaktens tekniska skola.

### Flygtekniska skolan
Flygtekniska skolan (FTS) bildades 1942 som Flygvapnets tekniska skola vid dåvarande Flygvapnets centrala skolor (FCS) i Västerås. År 1962 omlokaliserades skolan till Hallands flygkår (F 14) i Halmstad. I samband med att Hallands flygkår avvecklades 1972, överfördes skolan till det nya skolförbandet Flygvapnets Halmstadsskolor (F 14). Den 31 december 1998 avvecklades Flygvapnets Halmstadsskolor, och skolan överfördes till Försvarsmaktens Halmstadsskolor, där den namnändrades till Flygtekniska skolan. I samband med att Försvarsmaktens Halmstadsskolor avvecklades 2004 överfördes skolan till Försvarsmaktens tekniska skola.

### Informationsteknologiskolan
Informationsteknologiskolan (ITS) eller bara IT-skolan bildades 1995 vid Flygvapnets Halmstadsskolor, genom att skolorna Flygvapnets Sambands- och stabstjänstskola (FSS) och Flygvapnets markteletekniska skola (FMTS) sammanfördes till en skola. I samband med att Flygvapnets Halmstadsskolor avvecklas 1998, överfördes ITS till Försvarsmaktens Halmstadsskolor. Skolan överfördes 2005 till Försvarsmaktens tekniska skola.

### Flygvapnets PAR-skola
Flygvapnets PAR-skola (PARS) bildades 1961 vid Kalmar flygflottilj (F 12). Skolan stod för den grundläggande utbildningen i inflygningstjänst med hjälp av landningsradar. I samband med att riksdagen beslutade om att F 12 skulle avvecklas, kom skolan att omlokaliseras till Blekinge flygflottilj (F 17) i Kallinge. Från 2006 är skolan en del av Försvarsmaktens tekniska skola (FMTS).

### Markverkstadsenhet
Markverkstadsenhet (MvE) bildades den 1 januari 2014 som en enhet inom FSV (Förråd, Service och Verkstäder) ingående i Försvarets materielverk (FMV). Tidigare hade enheten tillhört Försvarsmaktens logistik (FMLOG). Markverkstäder finns representerade på 23 orter och genomför underhåll och reparation av fordon, vapen fordonssystem, fältarbetsmateriel, samt Marinens och Flygvapnets markbundna basmateriel. Den 1 januari 2019 överfördes Markverkstadsenhet organisatoriskt till Försvarsmaktens tekniska skola.

## Tidigare ingående enheter

### 1.tekniska bataljonen
1. tekniska bataljonen (1. tekbat) är ett insatsförband som bildades den 1 januari 2010 och består av en bataljonstab och tre tekniska kompanier. Utöver verksamheten i Halmstad, bedriver bataljonen även verksamhet i Revinge garnison, Eksjö garnison, Skövde garnison, Kungsängens garnison och Bodens garnison. Bataljonen stödjer krigsförbanden med teknisk tjänst, främst inom armén, men man ger stöd även åt flygvapnet, marinen och hemvärnet. Bataljonen upplöstes den 31 december 2019 och dess ställe bildades ett nytt krigsförband - 1. operativa logistikbataljonen.

### Flygvapnets väderskola
Flygvapnets väderskola (VÄDS) bildades 1951 vid Roslagens flygkår (F 2). År 1962 omlokaliserades skolan till Kalmar, och blev där en fackskola inom Kalmar flygflottilj (F 12). I samband med att F 12 avvecklades 1980 övergick skolan en kort tid som ett detachement till Blekinge flygflottilj (F 17). Dock beslutade riksdagen genom försvarsbeslutet 1982 att detachementet i Kalmar skulle avvecklas, och skolan skulle omlokaliseras till Krigsflygskolan i Ljungbyhed. När sedan Krigsflygskolan avvecklades genom försvarsbeslutet 1996 överfördes skolan till Försvarsmaktens Halmstadsskolor. I samband med att Försvarsmaktens Halmstadsskolor avvecklades 2004, övergick skolan en kort tid till Försvarsmaktens tekniska skola, innan den inordnades 2006 som en avdelning inom Försvarsmaktens meteorologi- och oceanograficentrum (FM METOCC).

### Försvarsmaktens bas- och underhållsskola
Försvarsmaktens bas- och underhållsskola (BasUhS) bildades den 1 januari 1999, genom att de tre skolorna Flygvapnets basbefälsskola (BBS), samt underhålls delen ur Arméns underhålls- och motorskola (US) i Skövde och Marinens intendenturskola (MintS) i Karlskrona sammanfördes i Halmstad till en ny fackskola. Den nya skolan BasUhS blev en försvarsmaktsgemensam skola, och svarade för funktionsutbildning i bastjänst och underhållstjänst/förnödenhetsförsörjning för hela Försvarsmakten. Den 31 december 2004 övergick Bas- och underhållsskolan till en avvecklingsorganisation, och verkade vid Försvarsmaktens tekniska skola. Den 1 januari 2006 överfördes delar av skolan till Göta trängregemente i Skövde, för att där bilda den nya skolan Logistikskolan (LogS). Kvar i Halmstad blev Bas/Log-avdelningen. Dock överfördes inte utbildningen i basförbandstjänst på högre nivå till någon ny skola. I Försvarsmaktens "Organisation 13" bildades Flygvapnets basbefälskola (BBS) vid Luftstridsskolan.

## Heraldik och traditioner
I samband med att Försvarsmaktens tekniska skola bildades, tillskrevs skolan i första hand traditionsarvet från Försvarsmaktens Halmstadsskolor (FMHS), Arméns tekniska skola (ATS) och Hallands flygflottilj (F 14). Bland annat övertogs förbandsmarschen "Svensk entrémarsch" från Försvarsmaktens Halmstadsskolor (FMHS). År 2007 tilldelades Försvarsmaktens tekniska skola ett nytt heraldiskt vapen, och 2016 tilldelades skolan sin första egna fana.
År 2017 tilldelades Försvarsmaktens tekniska skola (FMTS) en ny förbandsmarsch, "Tre Hjärtan" som är skriven av Mj Robin Wahl. Den 14 maj 2018 överlämnade ÖB Micael Bydén en ny fana till överste Stig-Olof Krohné chef för Försvarsmaktens tekniska skola. Fanöverlämningen var Micael Bydéns första som överbefälhavare.

## Förbandschefer
Förbandschefen tituleras skolchef och har tjänstegraden överste.

- 2005–2005: Överste Örjan Nilson
- 2005–2010: Överste Mats Klintäng
- 2010–2011: Överstelöjtnant Ulf Crona (Tf.)
- 2011–2014: Överste Lennart Axelsson
- 2014–2018: Överste Stig-Olof Krohné [b]
- 2018–2022: Överste Annelie Vesterholm [c]
- 2022–2024: Överste Anders von Sydow [d]
- 2024–20xx: Överste Peter Nilsson [e]

## Namn, beteckning och förläggningsort
| Försvarsmaktens tekniska skola | 2005-01-01 | – |  |

| FMTS | 2005-01-01 | – |  |

| Halmstads garnison | 2005-01-01 | – |  |